# Кшимовське
Кшимовське (пол. Krzymowskie) — село в Польщі, у гміні Біла Підляська Більського повіту Люблінського воєводства. Населення — 82 особи (2011).

## Історія
За даними етнографічної експедиції 1869—1870 років під керівництвом Павла Чубинського, у селі переважно проживали римо-католики, меншою мірою — греко-католики, які здебільшого розмовляли українською мовою.
У 1975—1998 роках село належало до Білопідляського воєводства.

## Демографія
Демографічна структура станом на 31 березня 2011 року:
|          | Загалом | Допрацездатний вік | Працездатний вік | Постпрацездатний вік |
| -------- | ------- | ------------------ | ---------------- | -------------------- |
| Чоловіки | 41      | 6                  | 27               | 8                    |
| Жінки    | 41      | 5                  | 26               | 10                   |
| Разом    | 82      | 11                 | 53               | 18                   |